# Acueducto de Zaghouan
El acueducto de Zaghouan, o acueducto de Cartago, es un acueducto romano que conecta Cartago con las fuentes de la región de Zaghouan (Túnez).
Restaurado en el siglo XIX esta obra es la única de esta importancia que existe en Túnez antes la instauración del Protectorado francés de Túnez.
El 17 de febrero de 2012, el gobierno tunecino propuso el complejo hidráulico romano de Zaghouan-Cartago, como candidato a formar de una futura clasificación del lista del patrimonio mundial de la humanidad de la Unesco.

## Historia

### Construcción

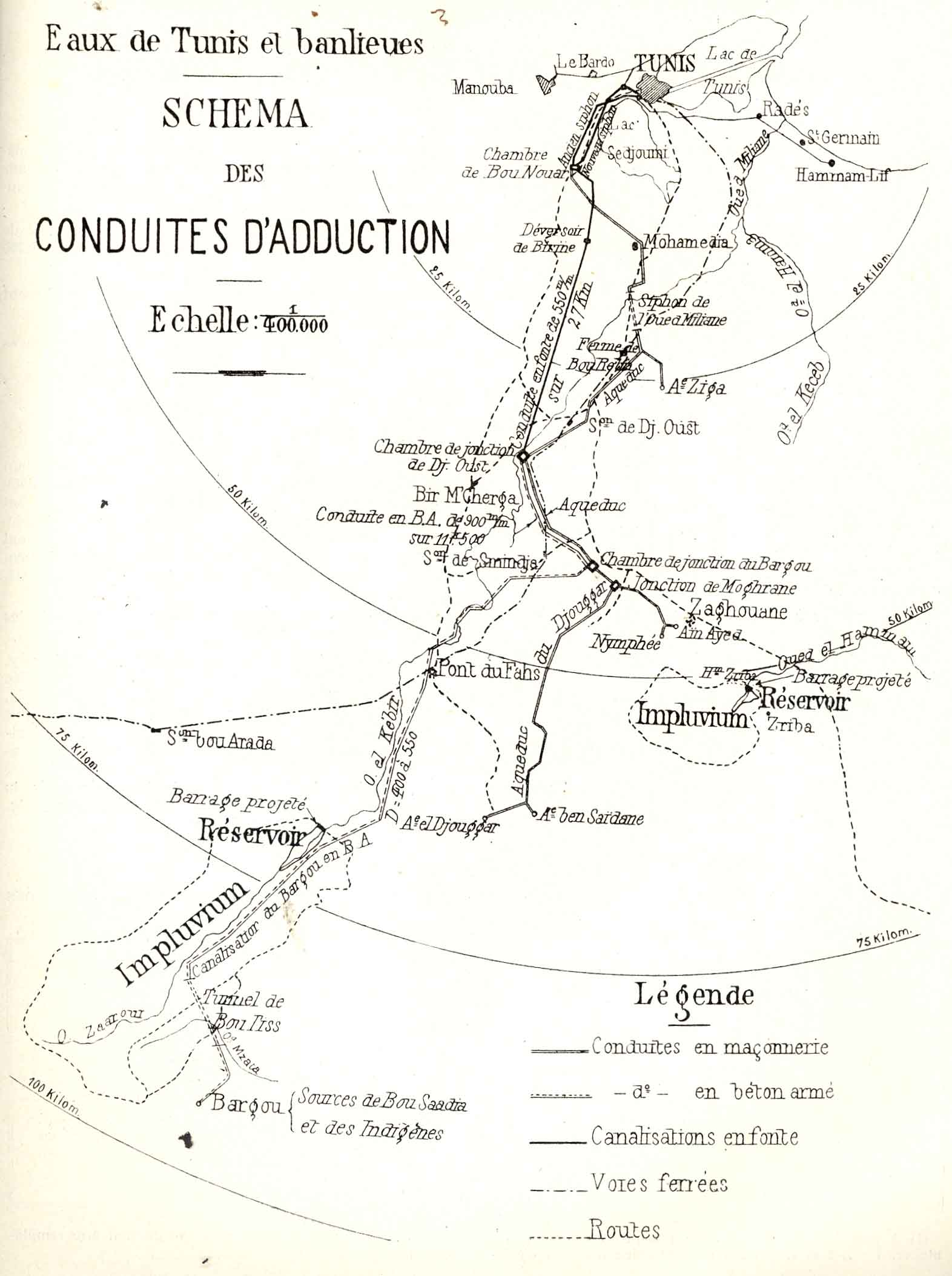
Plan de abastecimiento de agua de agua de Túnez incluyendo el acueducto (1928)

Según los historiadores, los romanos tuvieron que contentarse, en un primer momento, con usar el agua de lluvia conservada en cisternas. Una sequía excepcional, que tuvo lugar de 123 a 128, agotó los escasos recursos de agua de la región y vació las cisternas; mostró entonces la absoluta necesidad de buscar, más lejos, las aguas que hacían falta en las inmediaciones de la ciudad y de traerlas a Cartago.
Constructor hábil, el emperador Adriano, decidió la captación de las fuentes que existían en los macizos montañosos del Djebel Zaghouan y del Jouggar así como la construcción de un inmenso acueducto destinado a conducir las aguas hacia las cisternas de La Malga, reservas de agua de 25 000 m³, ubicados sobre una parte elevada del cerro de Cartago. Las fuentes tenían un caudal muy variable, yendo de 5 000 m³ por día a más de 25 000 m³ por día.
Las cisternas privadas permanecieron sin embargo necesarias para los barrios más elevados como el de La Malga. Las fuentes captadas eran cuatro: Nympheum y Aïn Ayed (en la región de Zaghouan) así como Aïn Djour y Aïn Ziga (en la región del Jouggar).
El acueducto, concebido para asegurar un caudal diario de 32 000 m³, comportaba dos ramas, una que venía de Zaghouan y que medía 6,01 kilómetros de longitud, y la otra, que partía del Djouggar, cuya longitud era de 33,63 kilómetros, y que se reunían en Moghrane. La longitud total del acueducto hasta Cartago, comprendía las diversas ramificaciones, y era de 132 kilómetros. Su declive era precisamente del 0,29 %. Estuvo cortado repetidamente (primeramente por los vándalos y después por los árabes).
Puesto en servicio en el siglo X, estuvo provisto de una derivación a Túnez en e siglo XIII. Después de los hafsíes, su mantenimiento fue descuidado.

### Restauración
En 1859, ya no funcionaba desde hacía tres siglos cuando el ministro de Sadok Bey, Mustafá Khaznadar, lo hizo restaurar con los consejos del cónsul de Francia de la época, Léon Roches, y con el concurso de un ingeniero francés, Pierre Collin. Las partes del canal a flor de suelo y en el subsuelo fueron repuestas y las partes sobre arcadas fueron reemplazadas por conducciones de fundición de hierro. Las captaciones fueron puestas parcialmente en servicio. Los trabajos costaron 7 800 000 francos.
La reparación, que duró tres años, estuvo completada con la construcción de la reserva de Sidi Abdallah de una capacidad de 3 700 m³por día. Desde 1861, las aguas de Zaghouan y del Jouggar llegan nuevamente a Túnez con un caudal de 12 000 m³ en invierno y de 3 000 m³ en verano. Contribuyen así a mejorar la vida ordinaria de los habitantes reducida al uso del agua de las cisternas.

Sin embargo, la incuria de las diversas empresas a quienes fueron confiadas el mantenimiento y el aprovechamiento del acueducto, obligó al  gran visir Kheireddine Pacha a conceder, en 1872, para treinta años, el aprovechamiento de las aguas de Túnez a los generales Mohamed Baccouche, Husseïn, Rustum y Mohamed. Los resultados no fueron tampoco brillantes, debido a los numerosos abusos, y su aprovechamiento fue abandonado progresivamente.

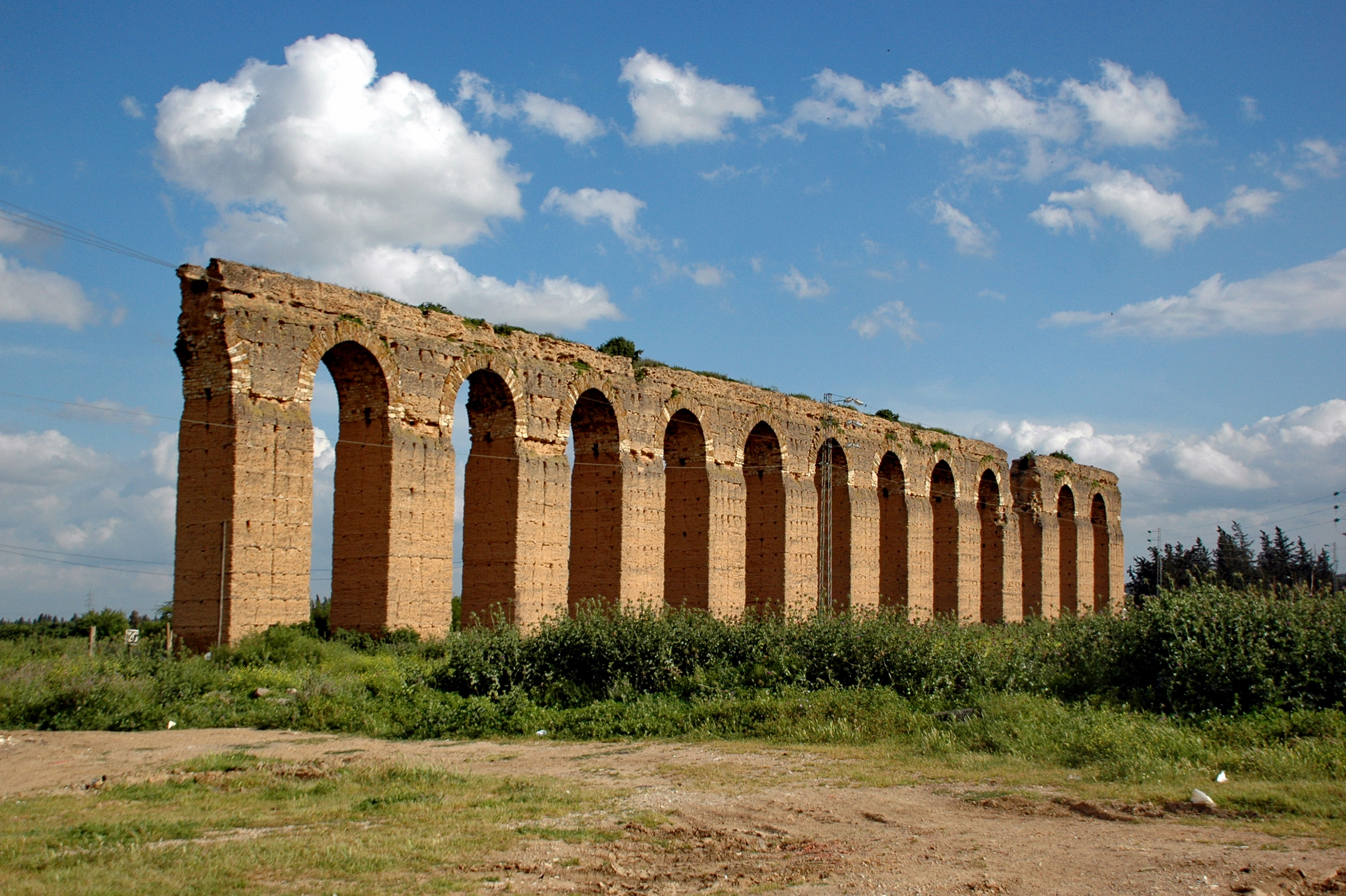
Arcos al sur de Mohamedia.
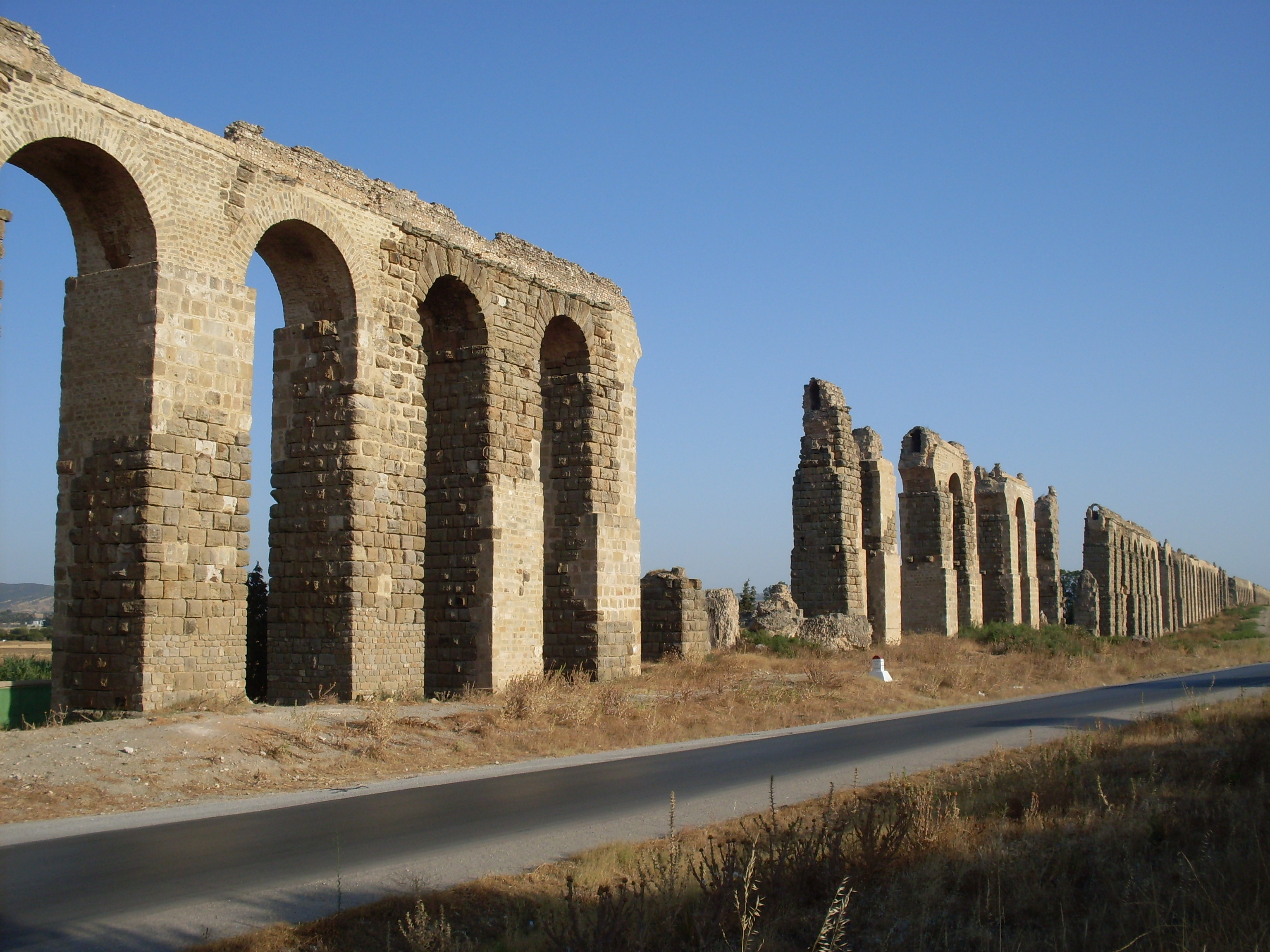
Arcos después de restauración.
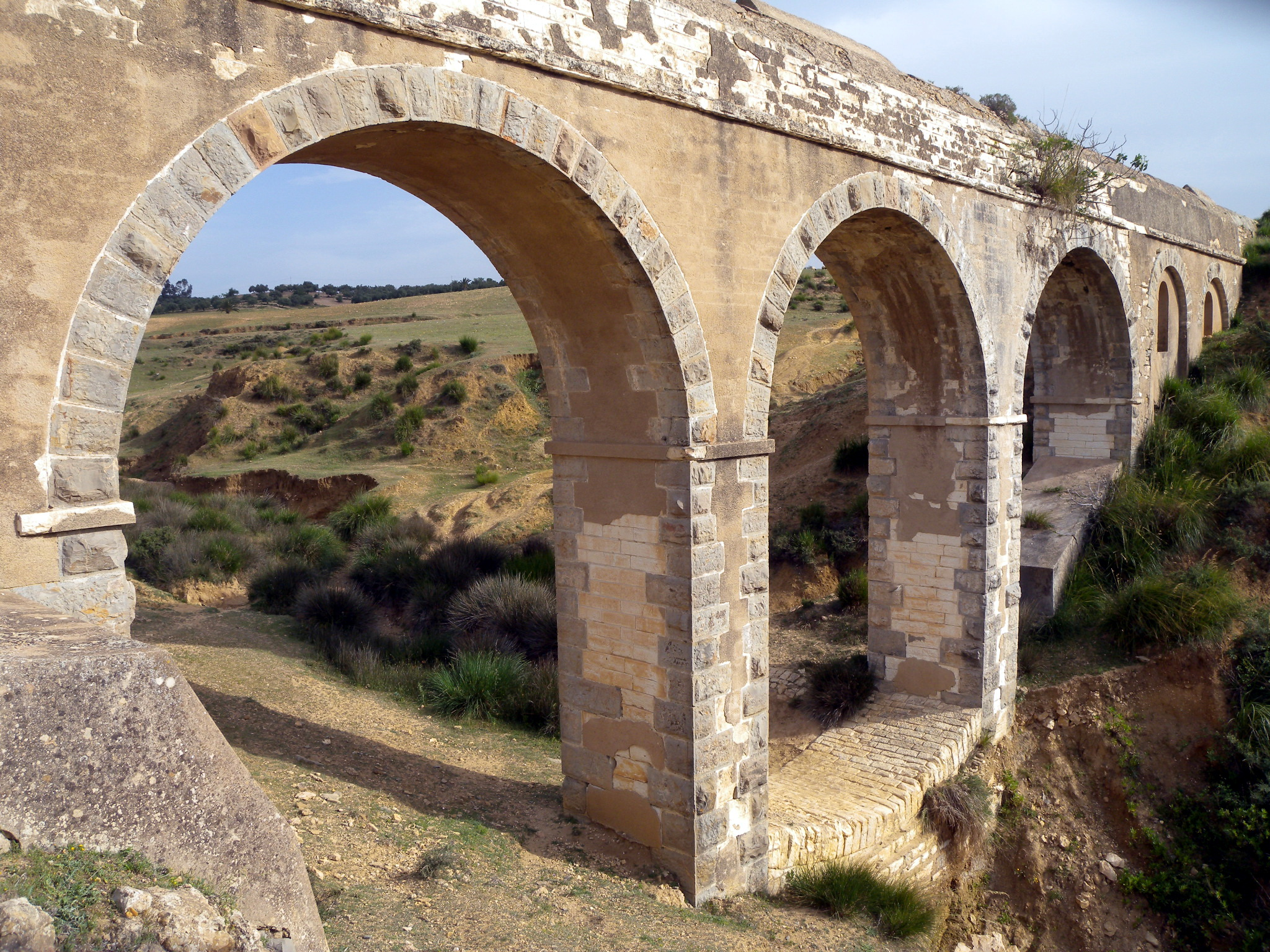
Acueducto superando el oued Kharroubat Mchennga.
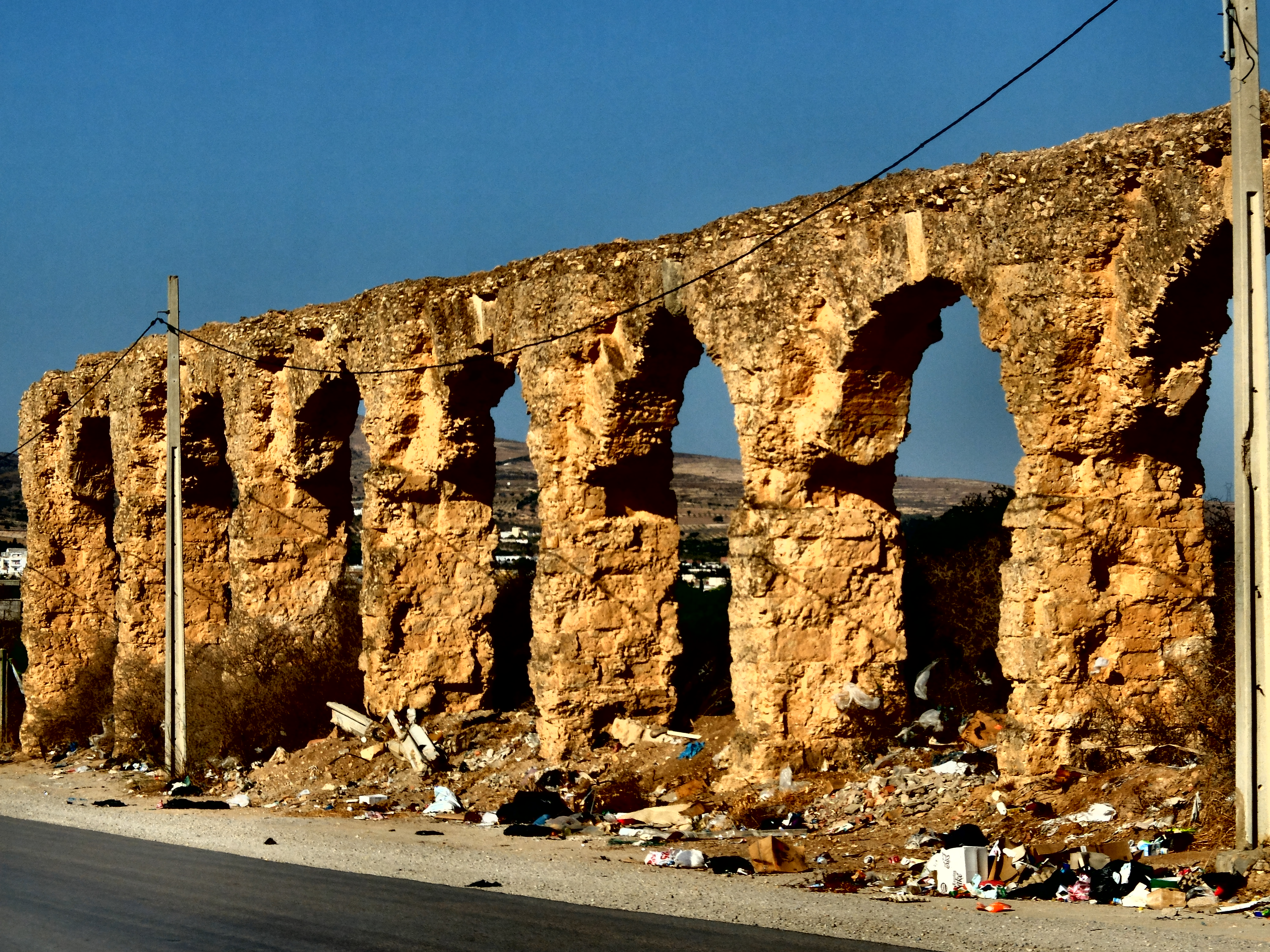
Arcos cerca de Oued Ellil.
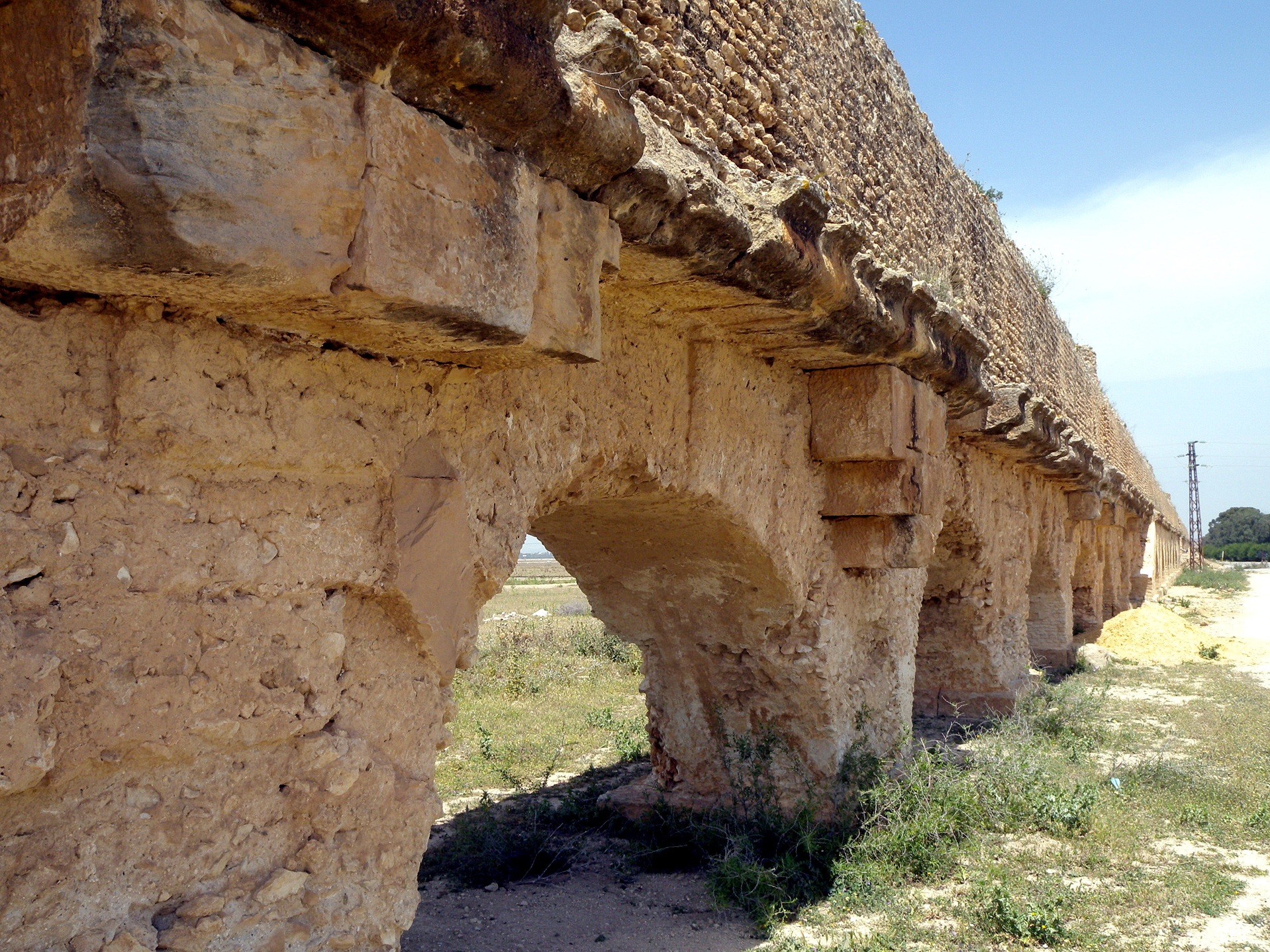
Detalle del acueducto.
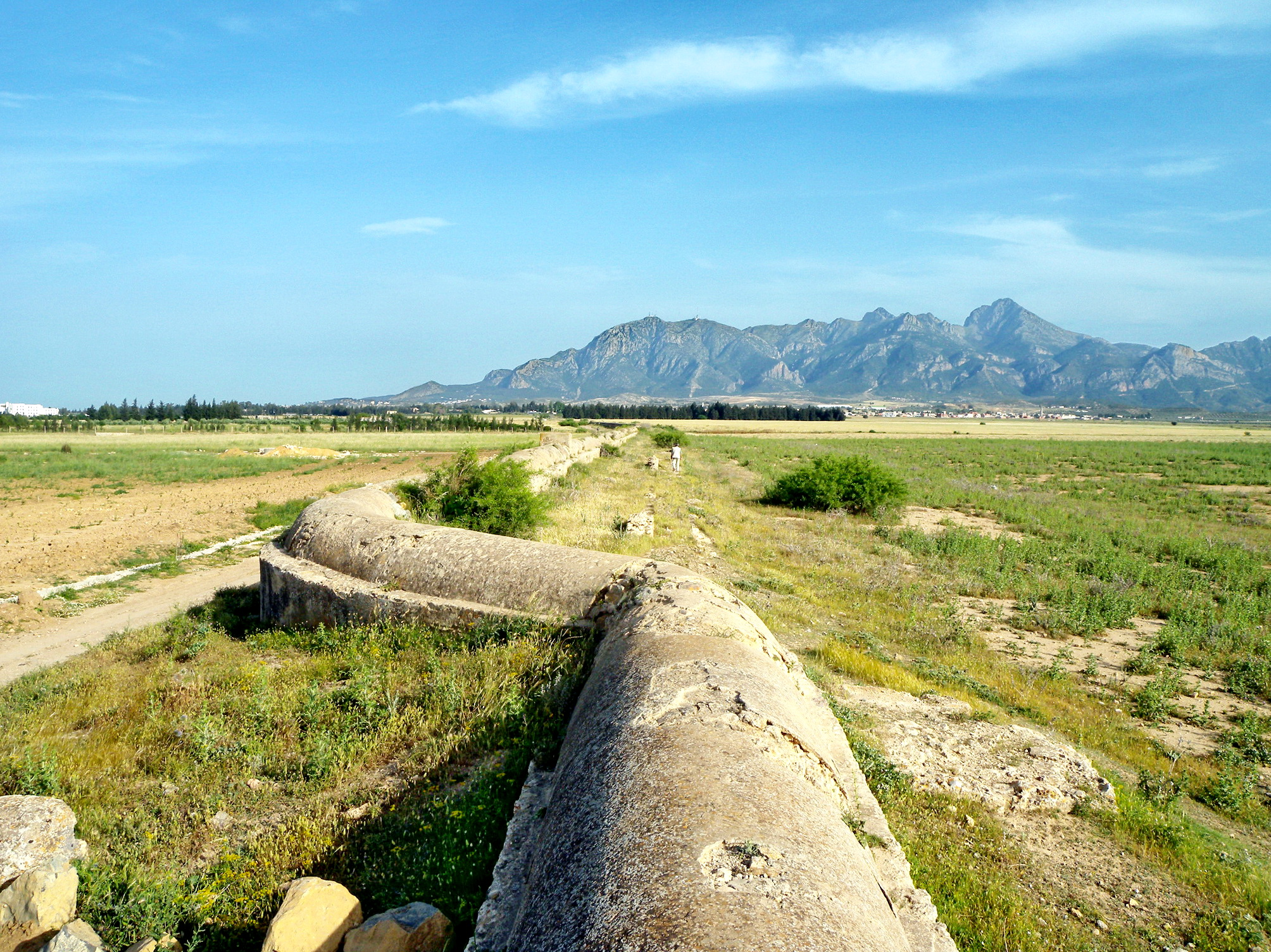
Acueducto al norte de Moghrane.
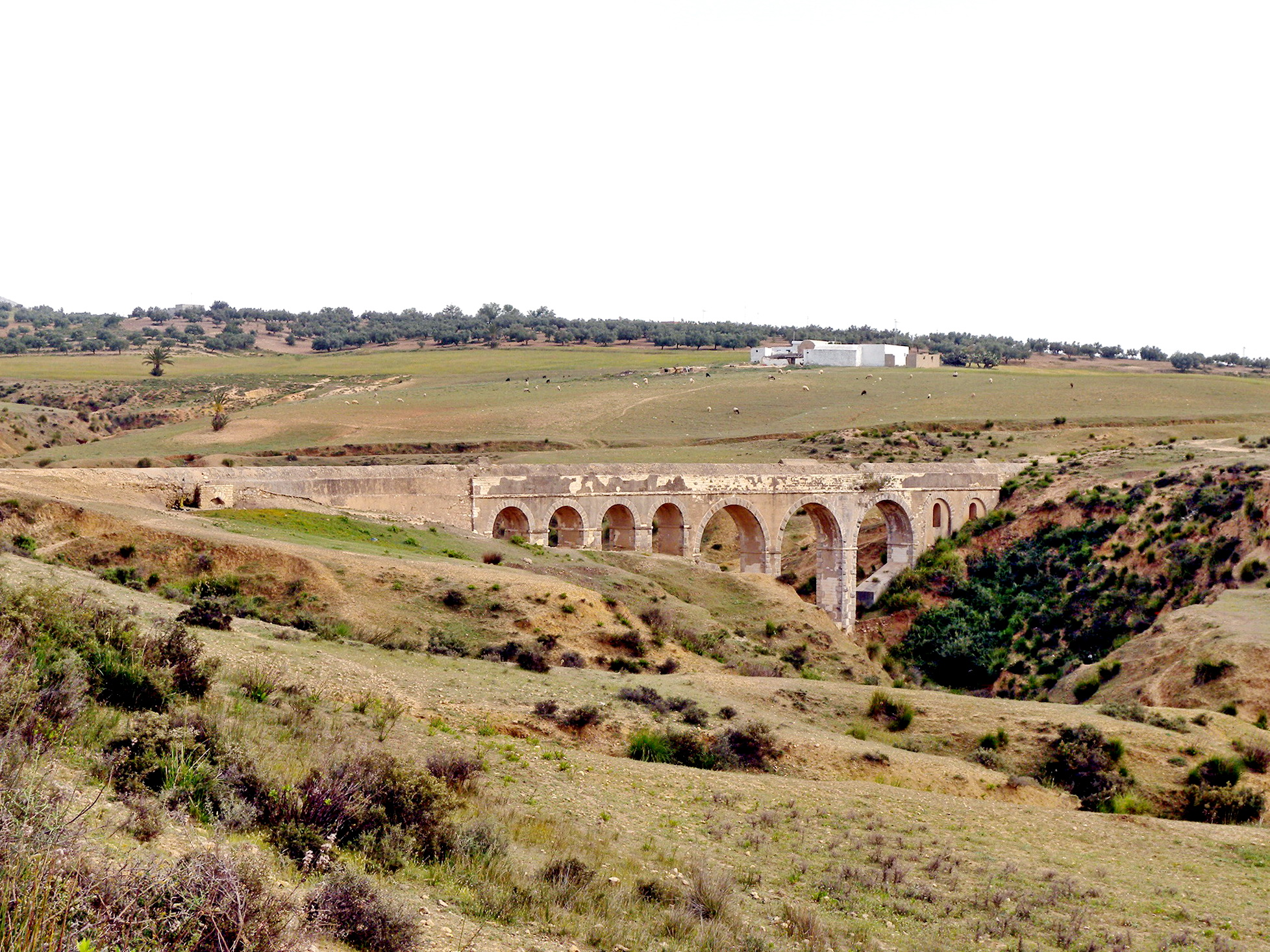
Franqueamiento del oued Kharroubat Mchennga.
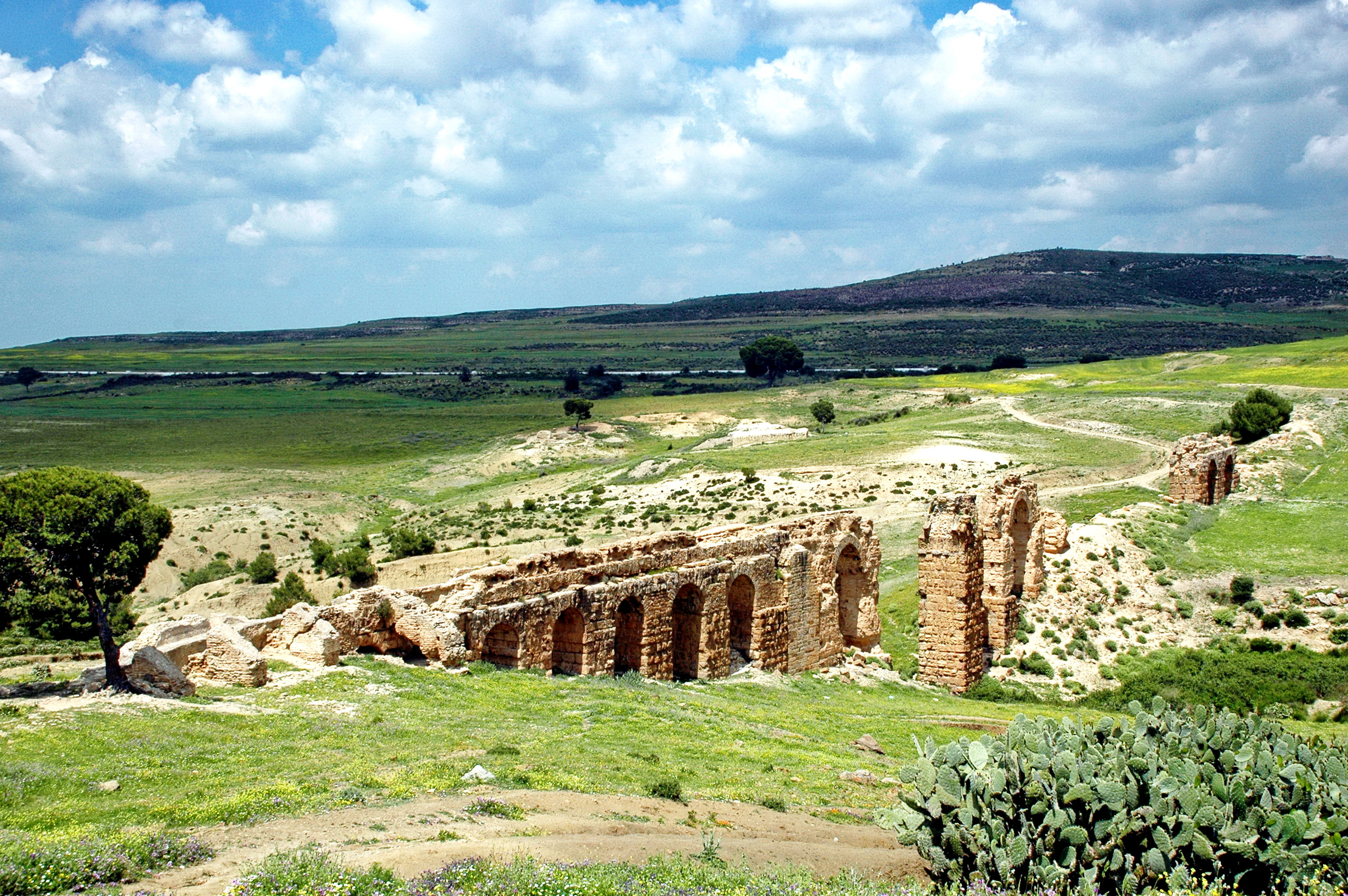
Franqueamiento del oued Gouissate
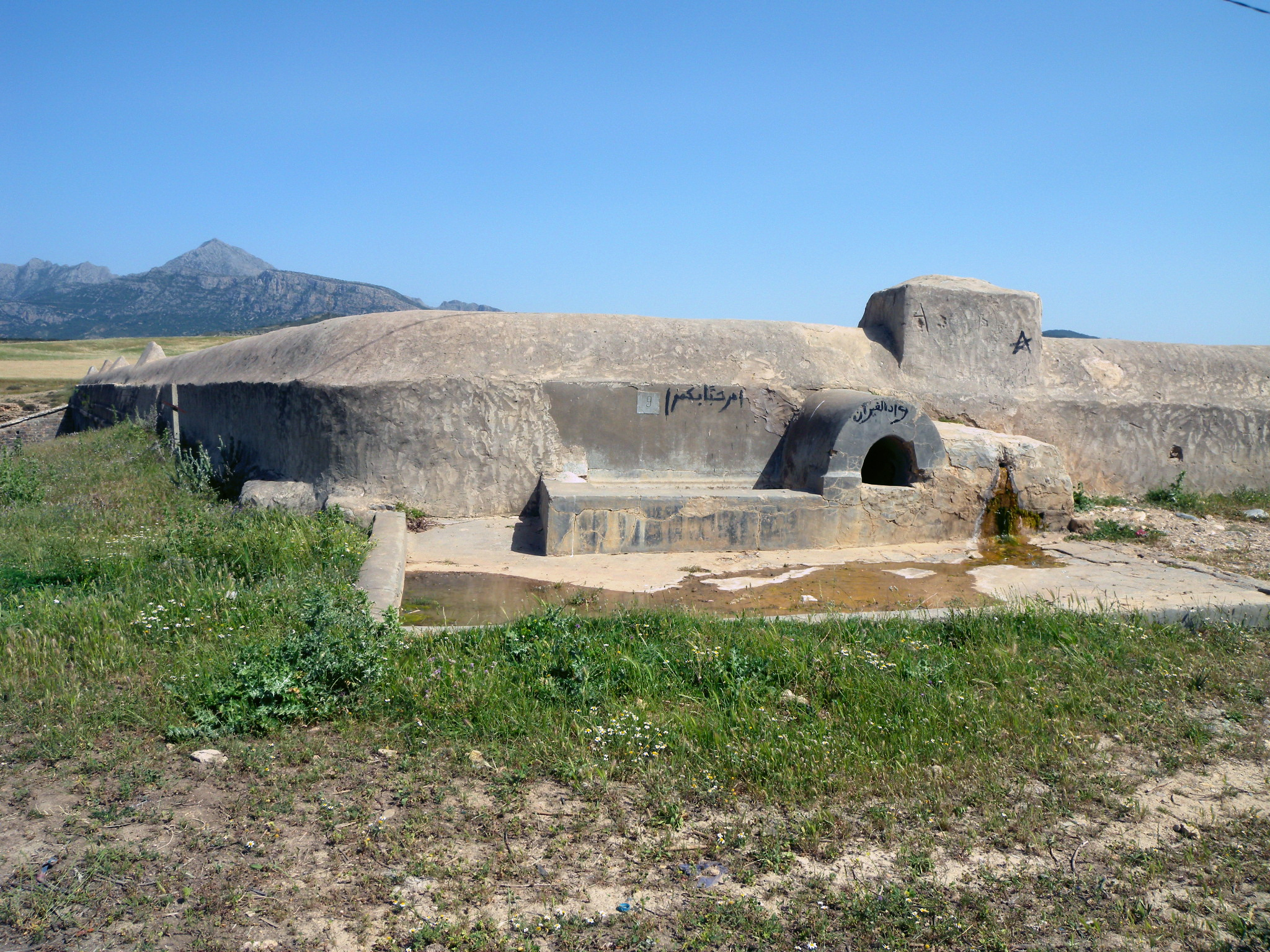
Acueducto al sur de Bir Halima.
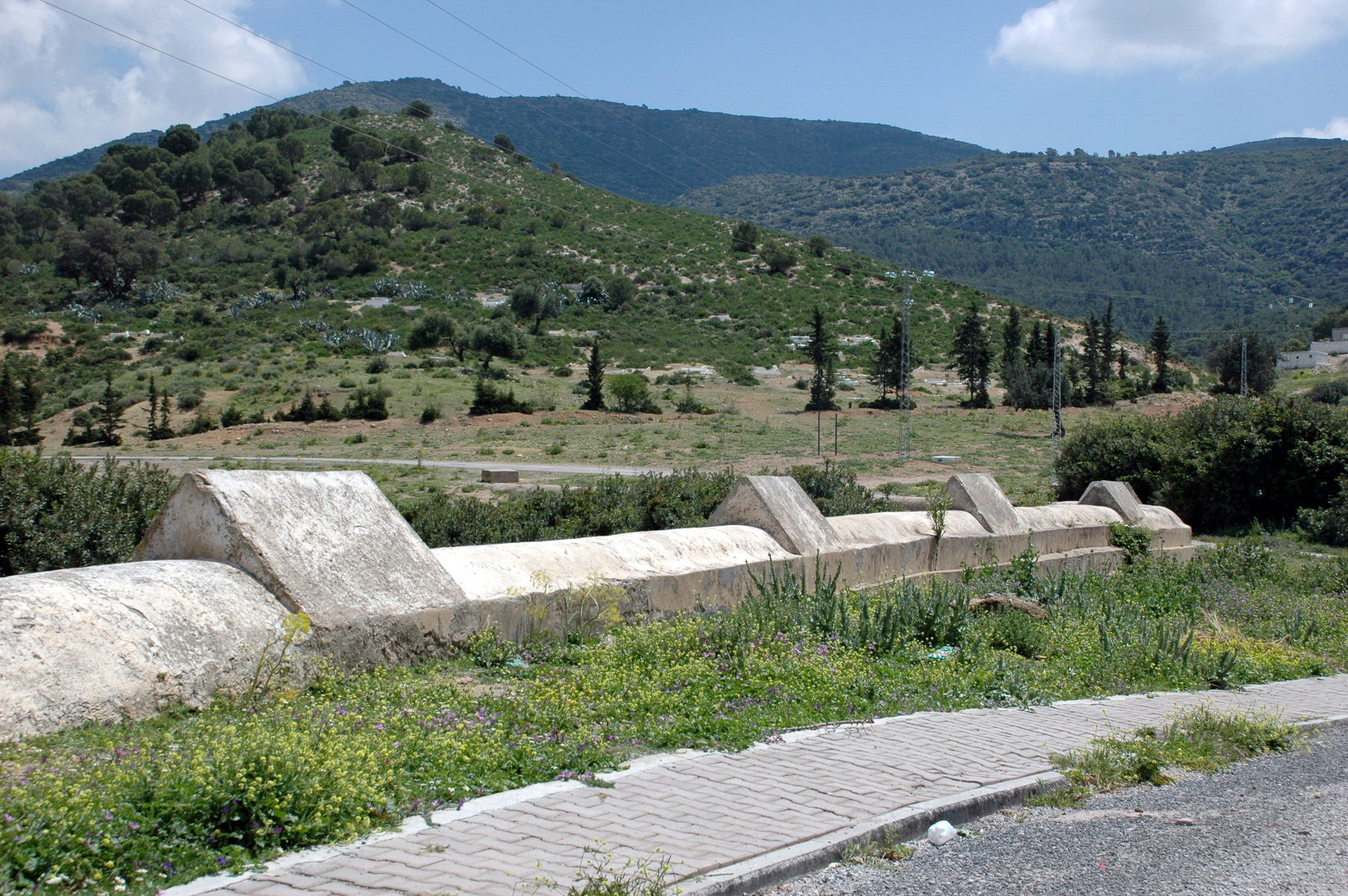
Sección reogarnizada.
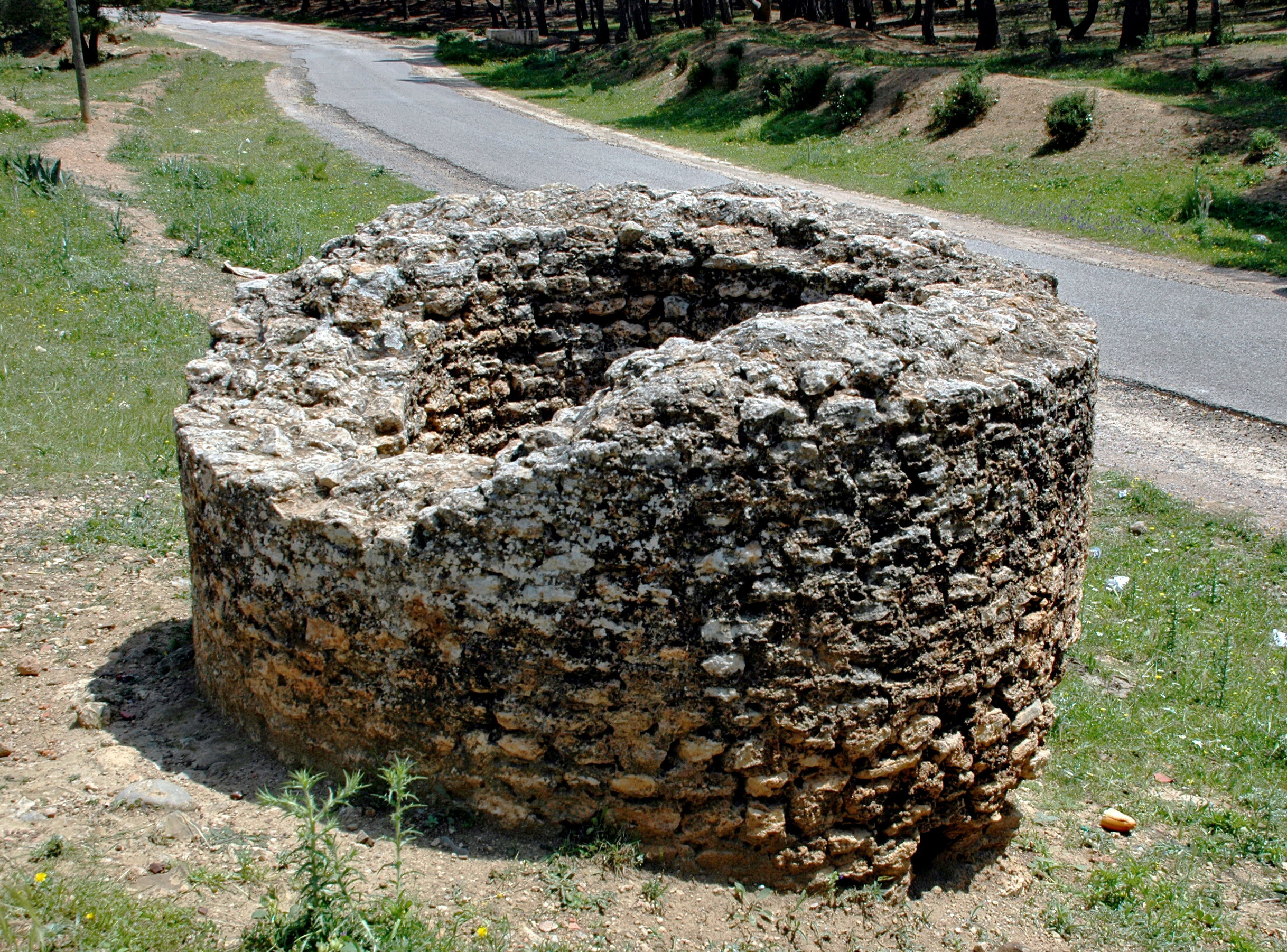
Vista del mantenimiento.
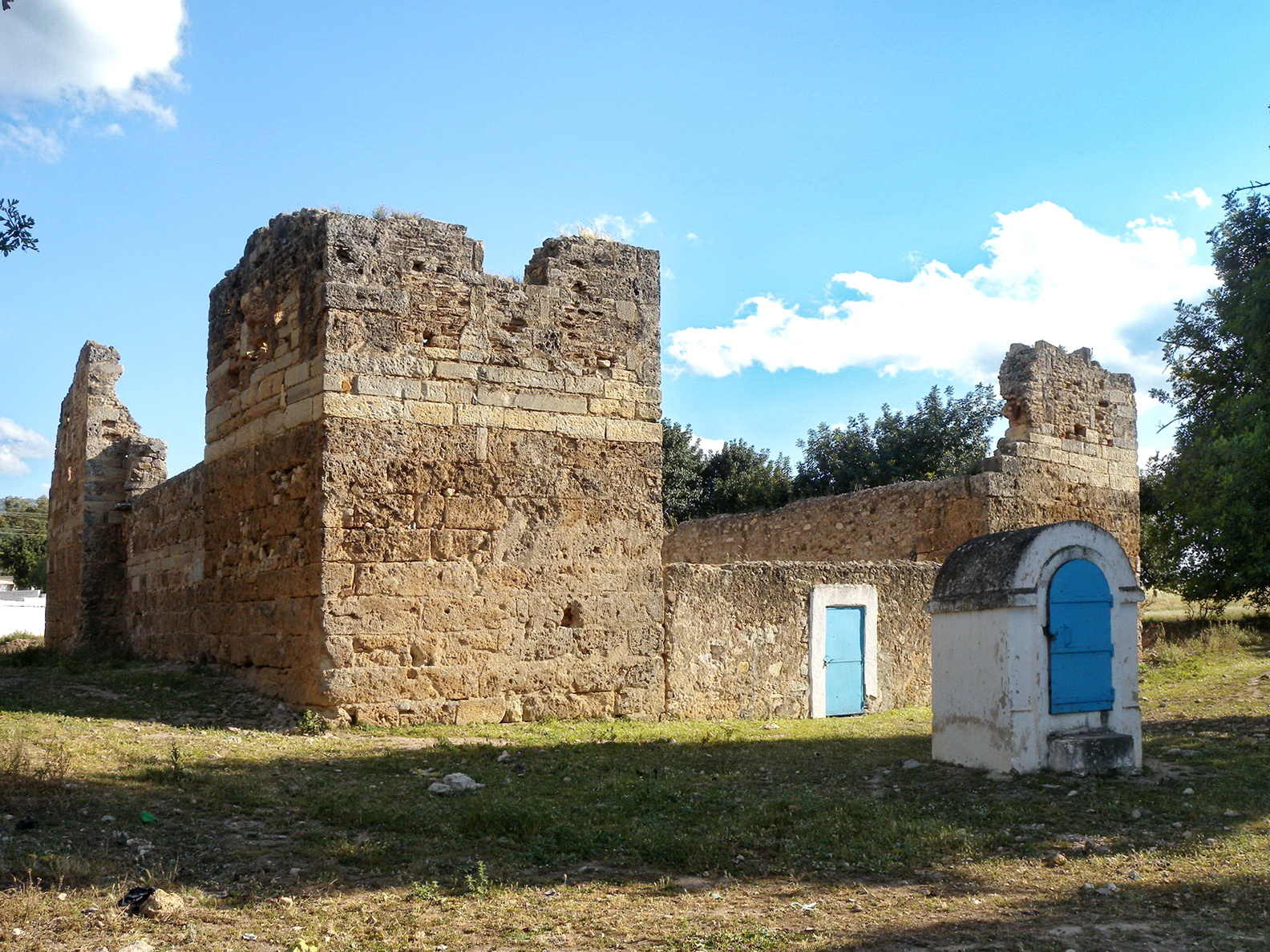
Ninfeo bizantino de Aïn Jouggar.